# Ludwig Stenglein
Georg Ludwig Richard Stenglein (né le 27 décembre 1869 à Ratisbonne et mort le 12 novembre 1936 à Cologne) était un juriste bavarois.